# Ancas
Ancas é uma povoação portuguesa do Município de Anadia que foi sede da extinta Freguesia de Ancas, freguesia que tinha 6,45 km² de área e 624 habitantes (2011), e, por isso, uma densidade populacional de 96,7 hab/km².
A Freguesia de Ancas foi extinta em 2013, no âmbito de uma reforma administrativa nacional, tendo sido agregada às freguesias de Amoreira da Gândara e Paredes do Bairro, para formar uma nova freguesia denominada União das Freguesias de Amoreira da Gândara, Paredes do Bairro e Ancas com sede em Paredes do Bairro.

## População
| População da freguesia de Ancas | População da freguesia de Ancas | População da freguesia de Ancas | População da freguesia de Ancas | População da freguesia de Ancas | População da freguesia de Ancas | População da freguesia de Ancas | População da freguesia de Ancas | População da freguesia de Ancas | População da freguesia de Ancas | População da freguesia de Ancas | População da freguesia de Ancas | População da freguesia de Ancas | População da freguesia de Ancas | População da freguesia de Ancas |
| ------------------------------- | ------------------------------- | ------------------------------- | ------------------------------- | ------------------------------- | ------------------------------- | ------------------------------- | ------------------------------- | ------------------------------- | ------------------------------- | ------------------------------- | ------------------------------- | ------------------------------- | ------------------------------- | ------------------------------- |
| 1864                            | 1878                            | 1890                            | 1900                            | 1911                            | 1920                            | 1930                            | 1940                            | 1950                            | 1960                            | 1970                            | 1981                            | 1991                            | 2001                            | 2011                            |
| 338                             | 432                             | 517                             | 481                             | 582                             | 576                             | 628                             | 720                             | 807                             | 721                             | 717                             | 804                             | 756                             | 757                             | 624                             |

| Distribuição da População por Grupos Etários | Distribuição da População por Grupos Etários | Distribuição da População por Grupos Etários | Distribuição da População por Grupos Etários | Distribuição da População por Grupos Etários | Distribuição da População por Grupos Etários | Distribuição da População por Grupos Etários | Distribuição da População por Grupos Etários | Distribuição da População por Grupos Etários | Distribuição da População por Grupos Etários |
| -------------------------------------------- | -------------------------------------------- | -------------------------------------------- | -------------------------------------------- | -------------------------------------------- | -------------------------------------------- | -------------------------------------------- | -------------------------------------------- | -------------------------------------------- | -------------------------------------------- |
| Ano                                          | 0-14 Anos                                    | 015-24 Anos                                  | 25-64 Anos                                   | < 65 Anos                                    |                                              | 0-14 Anos                                    | 015-24 Anos                                  | 25-64 Anos                                   | < 65 Anos                                    |
| 2001                                         | 121                                          | 107                                          | 377                                          | 152                                          |                                              | 16,0%                                        | 14,1%                                        | 49,8%                                        | 20,1%                                        |
| 2011                                         | 69                                           | 72                                           | 316                                          | 167                                          |                                              | 11,1%                                        | 11,5%                                        | 50,6%                                        | 26,8%                                        |

## Património
- Cruzeiro no adro da igreja
- Cruzeiro na Rua do Cruzeiro
- Lagoa do Paul
- Quinta do Convivial